# 埃迪內茨區
埃迪内茨區（羅馬尼亞語：Raionul Edineţ）是摩爾多瓦西北部的一個區，西隔普魯特河與羅馬尼亞相望。面積911平方公里。2004年人口81,390人，首府埃迪内茨。